# 臺灣肉桂
臺灣肉桂（学名：Cinnamomum insulari-montanum），又名土肉桂、山肉桂、桂枝、肉桂、阿里参，为樟科肉桂属下一个台灣特有的植物種。不過在中國大陸南部、日本、韓國、琉球等地也有分佈。